# Grube Clara
Die Grube Clara ist ein Bergwerk in Oberwolfach im Schwarzwald, in dem die Industrieminerale Schwerspat und Flussspat abgebaut werden.

## Bedeutung
Die Grube ist bekannt, weil bisher über 375 verschiedene Mineralien gefunden wurden (Stand November 2004), darunter einige sehr seltene. Das Mundloch der Grube befindet sich im hinteren Teil des Rankachtals. Die Aufbereitungsanlage befindet sich bei Wolfach-Kirnbach im Kinzigtal. Insgesamt wurden in der Grube Clara seit 1898 über 3 Millionen Tonnen Schwerspat und über 2 Millionen Tonnen Flussspat abgebaut. Geringe Mengen von Cu-Ag-Erzkonzentrat fallen als Beiprodukt an. Schwerspat wird unter anderem zur Schalldämpfung, im Strahlenschutz und in der Tiefbohrindustrie in der Schwertrübe eingesetzt. Flussspat, auch als Fluorit bezeichnet, wird in der Metallindustrie als Fließmittel (z. B. in Schweißelektroden), in der Glas- und Keramikindustrie sowie in der chemischen Industrie zur Produktion von Flusssäure eingesetzt.
Die von der Firma Sachtleben Bergbau betriebene Grube ist das letzte aktive von einst vielen im Schwarzwald betriebenen Bergwerken.
Die häufigsten Mineralien sind Azurit, Baryt, Chrysokoll, Clarait, Cornwallit, Fluorit, Goethit, Klinoklas, Kupfer, Malachit, Pyrit, Pyromorphit, Mimetesit, Stolzit, Silber und Skorodit.

## Mineralienhalde
Auf der Mineralienhalde der Grube Clara in Wolfach-Kirnbach können die unterschiedlichen Minerale auf separaten Roherzhalden gesucht werden.

## Roherzhalde im Betriebsgelände
An drei Wochenenden im Jahr wird das Betriebsgelände der Mineralienhalde um das Gelände der Roherzhalden der Firma Sachtleben erweitert. Strahler aus ganz Europa zerkleinern vielversprechende Felsbrocken mit schweren Vorschlaghämmern in handliche Stücke. Familien, Kinder- und Jugendgruppen richten mit Sicherheitsabstand zur Halde Klopfplätze ein und zerkleinern  mit kleinen Hämmerchen und Meißeln die von Erwachsenen angelieferten Steine auf der Suche nach schönen Kristall und Erzstufen weiter.
Das Angebot wird von 13000 Menschen angenommen.

## Museum
Im Mineralienmuseum in Oberwolfach im Ortsteil Kirche werden über 200 Mineralien der Grube gezeigt.

## Geologie
Die Klüfte des Bergwerks gehören zur Friedrich-Christian-Herrensegen-Störungs-Zone im Schwarzwälder Gneiskomplex.

## Typlokalitäten
Die Grube Clara ist Namensgeberin für das Mineral Clarait und Typlokalität für folgende Minerale:
Agardit-(Ce), Arsenbrackebuschit, Arsenocrandallit, Arsenogorceixit, Arsenogoyazit, Bariopharmakosiderit, Benauit, Bismutostibiconit, Clarait, Cualstibit, Phosphofibrit, Phyllotungstit, Rankachit, Rhabdophan-(Ce), Tungstibit und Uranotungstit.

## Belege
1. ↑  Deutschland – Rohstoffsituation 2019. BGR, Hannover, 2020, 150 S.
2. ↑  Mineralienhalde Grube Clara
3. ↑  Schatzsuche
4. ↑  You Toube
5. ↑  SWR
6. ↑  Eldorado